# Игор
Игор је мушко име. Иако је у српски језик ушло из руског (рус. Игорь, укр. Ігор). Мит је да име води порекло од шведског имена Ингвар. Њега су тобоже у Русију донели Викинзи. Највероватније је настало из речи изгор, речи која твори од корена гор, глагола горети, и која се задржала у Македонији и значи топлота. Губљењем сугласника з је остало Игор. 
Најстарији записи о имену Игор говоре да је најпре настало као Нордијско име са врло важним значењем, као што пријатељ мора и борац, ратник. У то време су борци третирани као најважнији фактор опстанка за народ, док је пријатељ мора значило храброст. Касније је име Игор пренето и у Русију где је остало, све до велике сеобе Срба.